# 新円切替

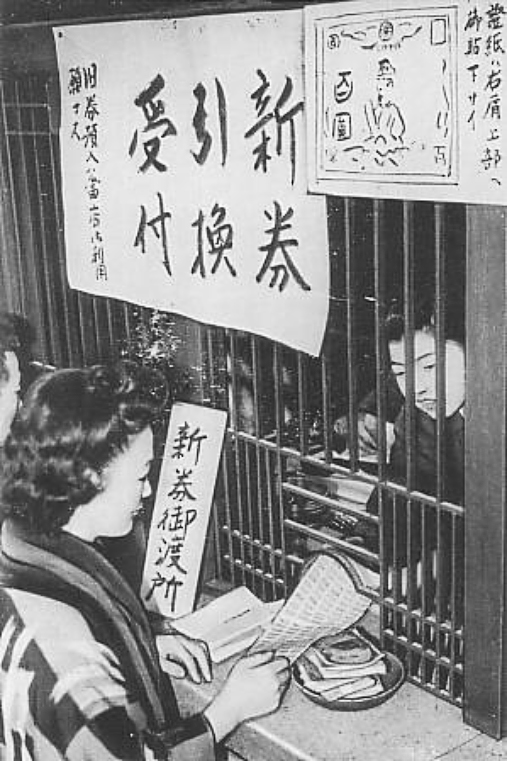
新円切替。「証紙は右肩上部へ御貼ください」の張り紙。証紙貼り付け済み紙幣のみならず、証紙自体が直接市民に手渡されていたことがうかがえる。

新円切替（しんえんきりかえ）とは、1946年（昭和21年）2月16日夕刻に、幣原内閣が発表した戦後インフレーション対策として行われた金融緊急措置令を始めとする新紙幣（新円）の発行、それに伴う従来の紙幣流通の停止などに伴う通貨切替政策に対する総称である。

## 概要
第二次世界大戦の敗戦に伴い、物資不足に伴う物価高及び戦時中の金融統制の歯止めが外れたことから現金確保の為の預金引き出し集中の発生、また一方で政府も軍発注物資の代金精算を強行して実施したことなどから、市中の金融流通量が膨れ上がったのが背景としてある。
この時同時に事実上の現金保有を制限させるため、発表翌日の17日より預金封鎖し、従来の紙幣（旧円）は強制的に銀行へ預金させる一方で、1946年3月3日付けで旧円（5円以上の紙幣）の市場流通の差し止め、一世帯月の引き出し額を500円以内に制限させる等の金融制限策を実施した（ここから「五百円生活」という流行語が生まれた）。これらの措置には、インフレーション抑制（通貨供給量の制限）とともに、財産税法制定・施行のための、資産差し押さえ・資産把握の狙いもあった。このとき従来の紙幣（旧円）の代わりに新しく発行されたのがA百円券をはじめとするA号券、いわゆる新円である。また新円切替の結果、「日本銀行兌換券」と表記されている紙幣は対象外の旧一円券を除いて全て無効となった。

## 混乱

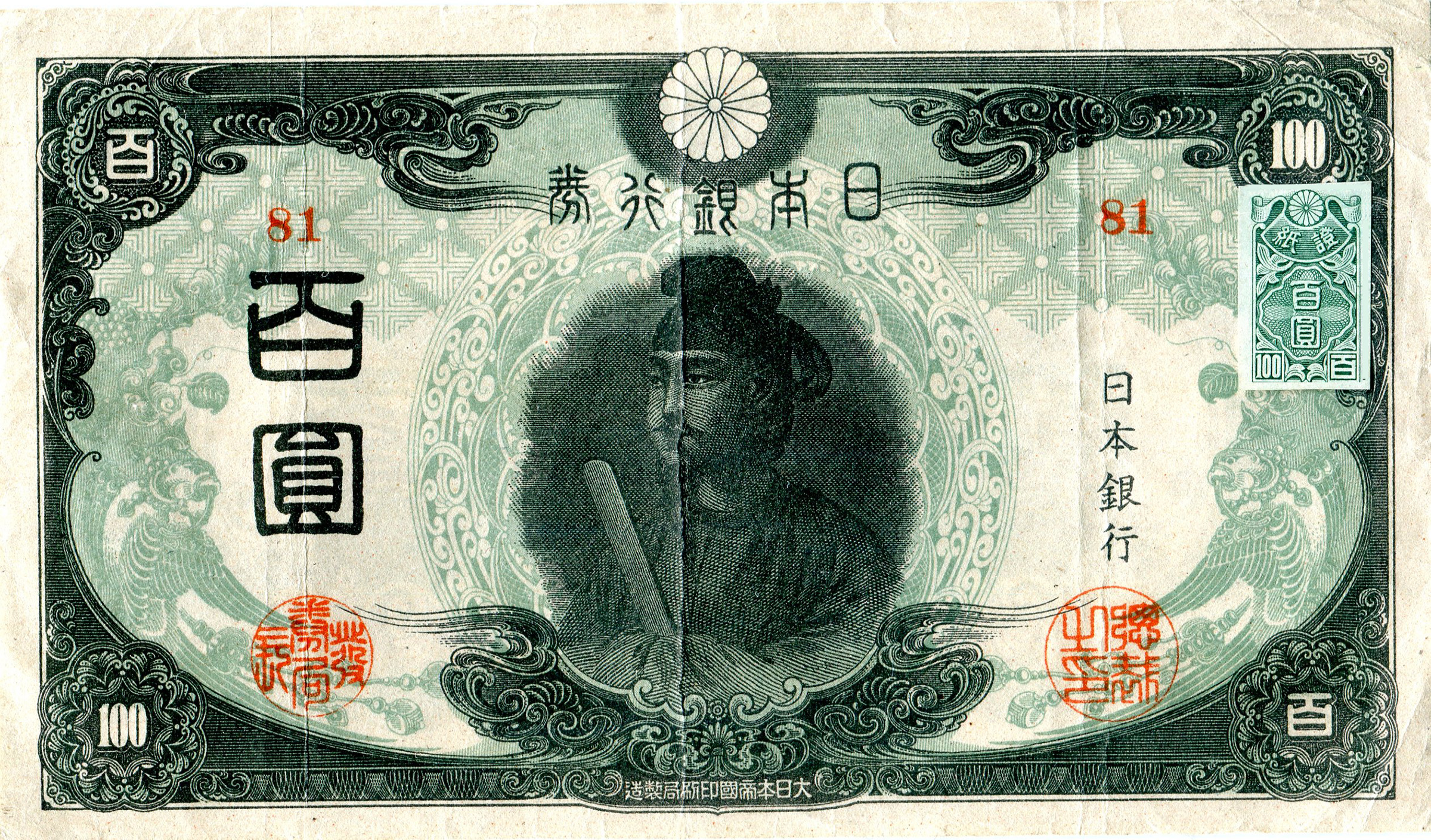
証紙付旧円 (ろ百円券)

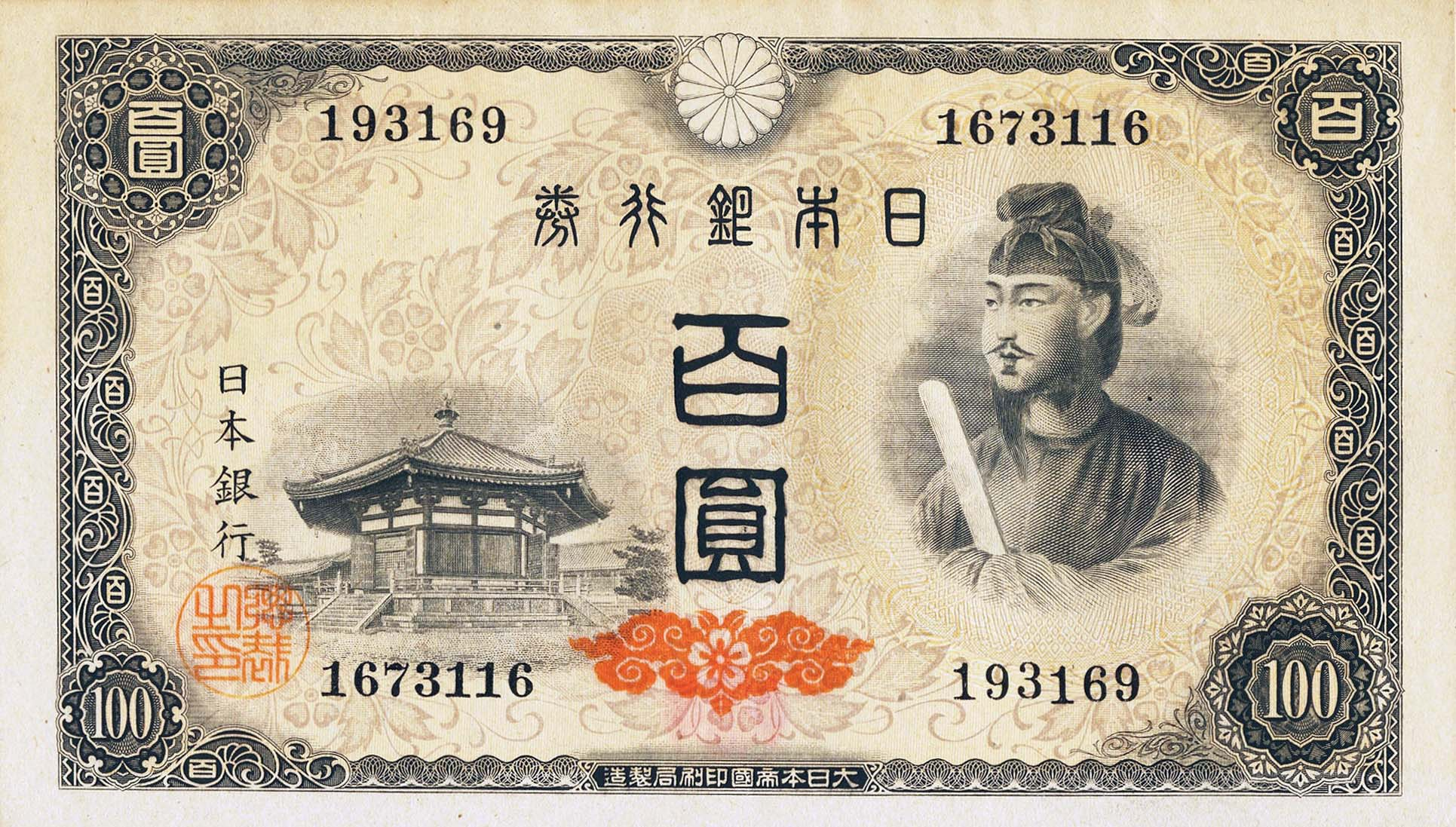
新円 (A百円券)

硬貨や1円以下の小額紙幣は切替の対象外とされ、新円として扱われ効力を維持した。そのため小銭が貯め込まれ少額決済に支障をきたした。また市民は旧円が使えるうちに使おうとしたため、旧円使用期限までの間は、当局の狙いとは逆に消費が増大した。
占領軍軍人は所持する旧円を無制限で新円に交換することができた。闇で日本人から旧円を割引相場で買い取って新円に引き換え利鞘を稼ごうとする軍人も現れ、発覚した者については処罰されている。十分な新円紙幣を日本政府が用意できないため、占領軍軍人への新円支払いにはB円軍票が用いられた。
また新円紙幣の印刷が間に合わないため、回収した旧円紙幣に証紙（10円・100円・200円・1000円の4種あり）を貼り、新円として流通させた。この際に証紙そのものが闇市で出回っていたという証言がある。